# Cotyledon
Pour l’article ayant un titre homophone, voir Cotylédon.
Genre
Classification phylogénétique
Cotyledon est un genre de plantes grasses de la famille des Crassulaceae. Ces plantes sont originaires de la péninsule Arabique et des parties les plus sèches d'Afrique, comme celles d'Afrique australe.

## Étymologie et nomenclature
Le terme Cotyledon dérive du grec κοτυληδων, kotylêdôn « creux, cavité », en raison de la forme des feuilles chez certaines espèces.
Le genre Cotyledon a été créé par Tournefort et adopté par Carl von Linné dans la classe des Décandries Pentagynies, c'est-à-dire avec des fleurs à 10 étamines et 5 pistils (Species plantarum, 1753). Linné prend pour espèce type le Cotyledon orbiculata d'Afrique et donne la description de cinq autres espèces.
Depuis cette époque, le taxon n'a cessé d'être remanié par inclusion et exclusion : 

- inclusion de nouvelles espèces sans cesse découvertes et augmentant l'extension du genre 

- exclusion de sous-groupes bien individualisés, accompagnée d'une reprise de la définition en intension du genre.

De la liste de Linné, Michel Adanson retira en 1763, Cotyledon laciniata pour former le genre des Kalanchoe tétramères, gamopétales, puis A. P. de Candolle en 1828 retira C. umbilicus pour former le genre des Umbilicus pentamères, à feuilles radicales. Il ne resta plus alors parmi les Cotyledon que des espèces africaines. En 1852, furent séparés les Adromischus par Charles Lemaire.
Jusque dans les années 1960, il y avait environ 150 espèces dans le genre Cotyledon. Toutefois, depuis lors, le genre a été à nouveau divisé entre Adromischus, Dudleya, Rossularia et Tylecodon, laissant moins de deux douzaines d'espèces dans le genre Cotyledon. Parmi celles-ci, environ quatre sont typiquement des plantes de fynbos.

## Description

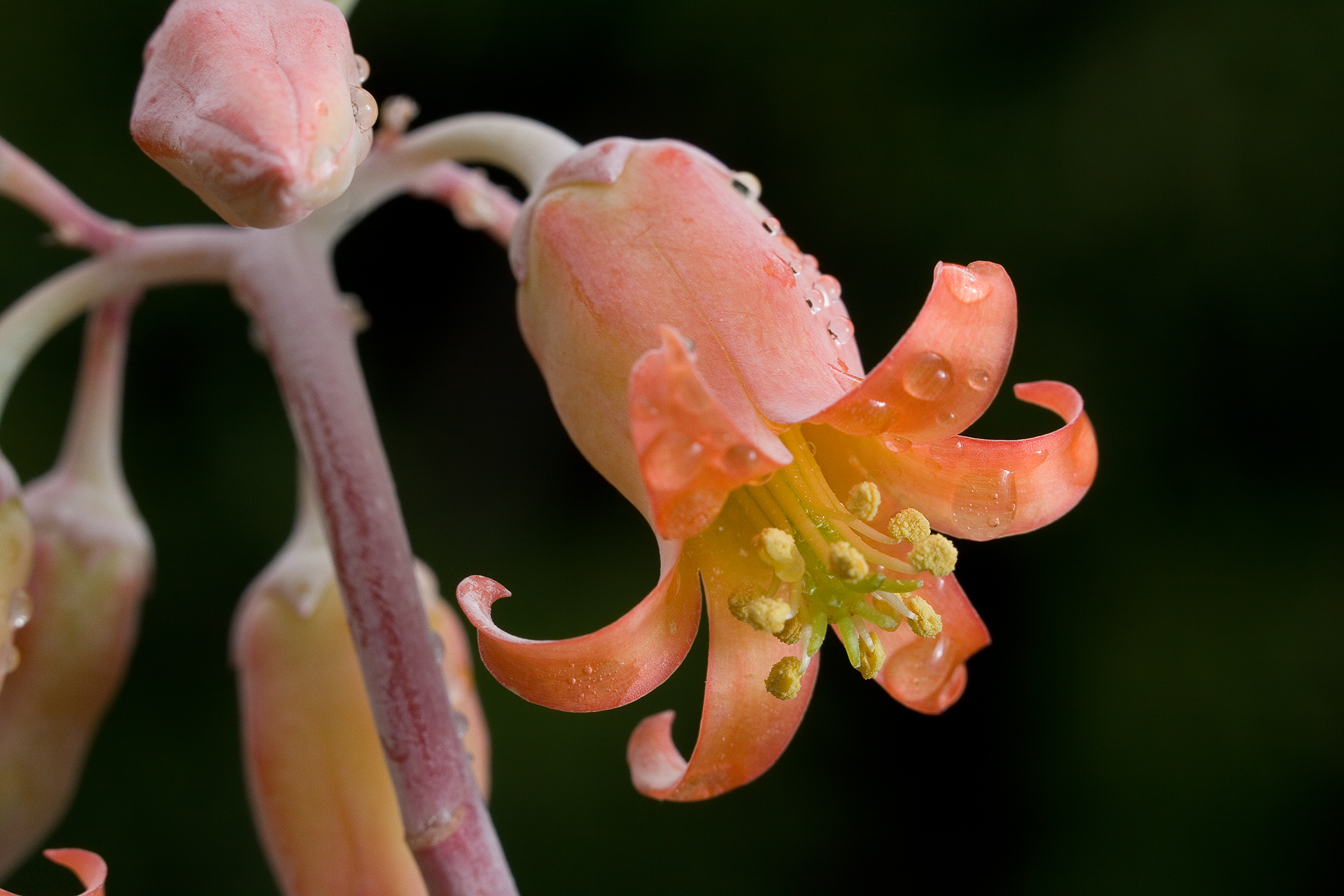
Fleur de Cotyledon orbiculata

Les membres du genre sont des arbustes massifs, généralement des plantes succulentes, à écorce tendre, tiges fragiles et feuilles succulentes persistantes.
Les feuilles sont opposées, décussées (c'est-à-dire que les paires de feuilles opposées sont généralement orientées à 90 degrés par rapport aux paires précédentes et suivantes, comme cela est courant dans la famille des Crassulaceae), mais la disposition des feuilles diffère de plantes de type Tylecodon dans lequel les feuilles sont disposées en spirale et caduques. Les feuilles sont rondes ou allongées, plus ou moins charnues, vertes ou pruinées et parfois marginées de brun rouge.
Les fleurs sont pendantes et tubulaires avec de longs pédoncules, sur de courtes cymes. La fleur est pentamère : calice et corolle à 5 lobes, pétales unis dans un tube où l'urne est généralement plus long que large, pointes triangulaires plus ou moins pointues et recourbées, 10 étamines découlant de la corolle près de la base. Le gynécée comprend 5 carpelles libres, chaque carpelle se rétrécissant en un mince style. Chacun contient de nombreuses petites (généralement moins de 1 milligramme à maturité) graines globulaires brunes.
Les fleurs, généralement de couleur orange, jaune ou rouge, apparaissent en France à la fin de l'été.

## Toxicité
La plupart des plantes du genre, ainsi que ceux qui étaient auparavant inclus dans le genre Cotyledon, sont toxiques, même dangereusement toxiques. Certaines ont été impliquées dans la perte de bétail (chèvres, porcs et volaille).
En réalité, certaines espèces sont toxiques et d'autres comestibles, il est donc préférable de considérer toutes les espèces comme dangereuses jusqu'à preuve du contraire.

## Utilisation
- Horticulture

Les Cotyledon sont utilisés en jardin intérieur ou dans des conditions désertiques puisqu'elles peuvent survivre sans irrigation mais pas en faible luminosité ou sur terre à mauvais drainage. Leurs principaux consommateurs sont les insectes-suceurs, des membres du sous-ordre des Homoptères tels que la cochenille farineuse (Pseudococcus) et les insectes similaires. Bien que n'étant pas spectaculaires, ces plantes sont élégamment décoratives et souvent intéressantes dans la forme. Les inflorescences des espèces de grande taille font souvent des composants de beaux arrangements secs dans la conception florale.
- Médecine traditionnelle

De nombreuses espèces ont longtemps été utilisées dans la médecine traditionnelle. Elles ont été appliquées à de nombreuses fins, allant de charmes magiques à l'élimination des cors (prétendument avec succès).

## Liste des espèces
- Cotyledon adscendens[7]
- Cotyledon barbeyi[7]
- Cotyledon campanulata[7]
- Cotyledon cuneata[7]
- Cotyledon chrysantha
- Cotyledon elisae[7]
- Cotyledon galpinii[7]
- Cotyledon orbiculata – oreille de porc, plante nombril à feuilles rondes, synonyme Cotyledon macrantha
- Cotyledon papilaris[7]
- Cotyledon tomentosa - Patte d'ours
- Cotyledon undulata - Couronne d'argent, Volant d'argent
- Cotyledon velutina[7]
- Cotyledon woodii[7]